# سماق سام
السماق السام  (الاسم العلمي:Toxicodendron) هو جنس من النباتات يتبع الفصيلة البطمية من رتبة الصابونيات.

## أنواع السماق السام
- سماق سام وبري
- سماق سام أليف الكالسيوم
- سماق سام بلوطي الأوراق
- سماق سام حرجي
- سماق سام دائم الخضرة
- سماق سام دولافي
- سماق سام سام
- سماق سام معيني
- سماق سام شرقي
- سماق سام غرفثي
- سماق سام كبير الأزهار
- سماق سام كهرماني
- سماق سام متجذر
- سماق سام مخدد
- سماق سام مستدق
- سماق سام مشعر الثمار
- سماق سام مميز
- سماق سام نصيلي
- سماق سام هوكري
- سماق سام واليشي
- سماق سام يوناني